# Chirodropus palmatus
Chirodropus palmatus är en nässeldjursart som beskrevs av Ernst Haeckel 1880. Chirodropus palmatus ingår i släktet Chirodropus och familjen Chirodropidae. Inga underarter finns listade i Catalogue of Life.